# Castillo Rojo de Trípoli

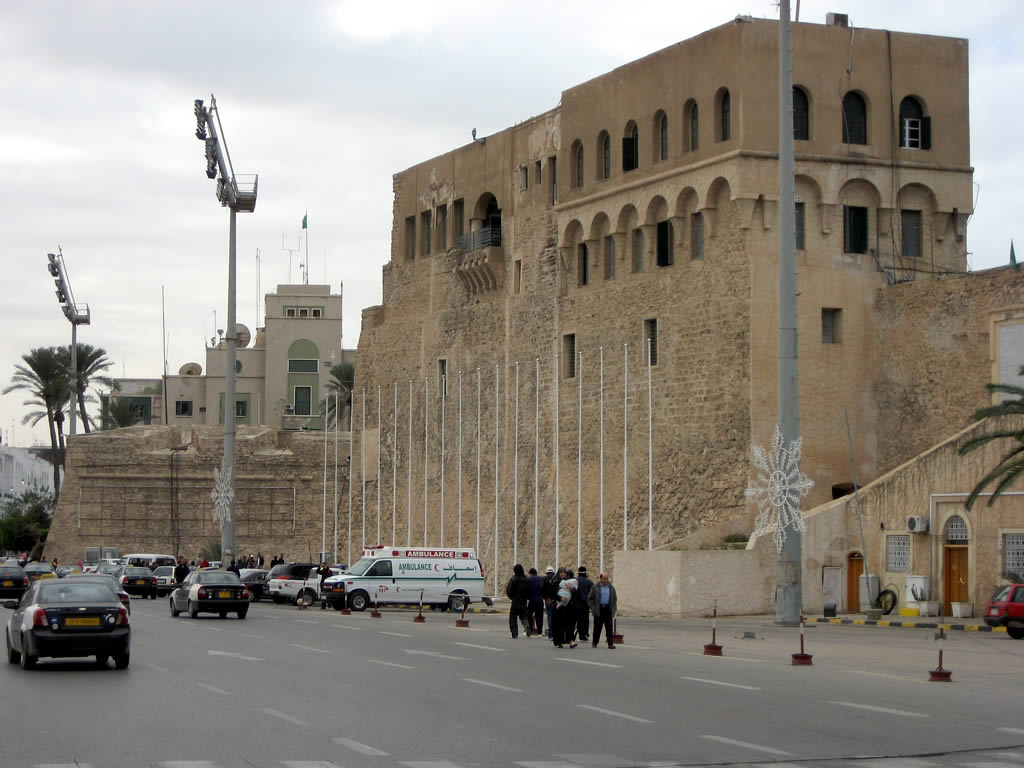
El bastión de San Jorge del Castillo Rojo, frente a la plaza de los Mártires.

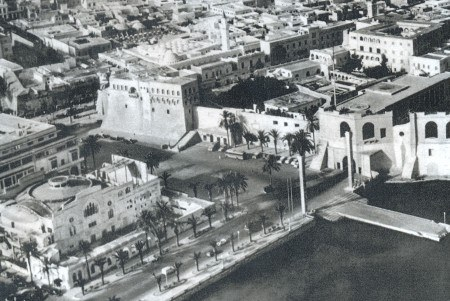
Vista aérea del castillo en la década de 1950.

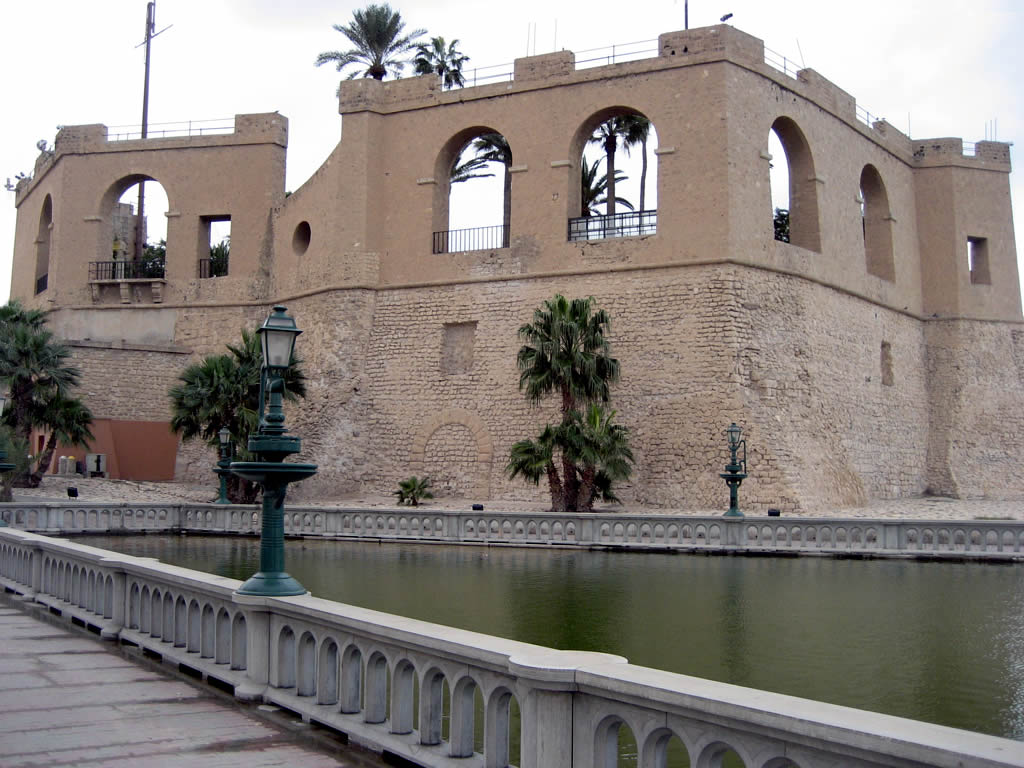
Arcos añadidos por Armando Brasini en el bastión de Santiago.

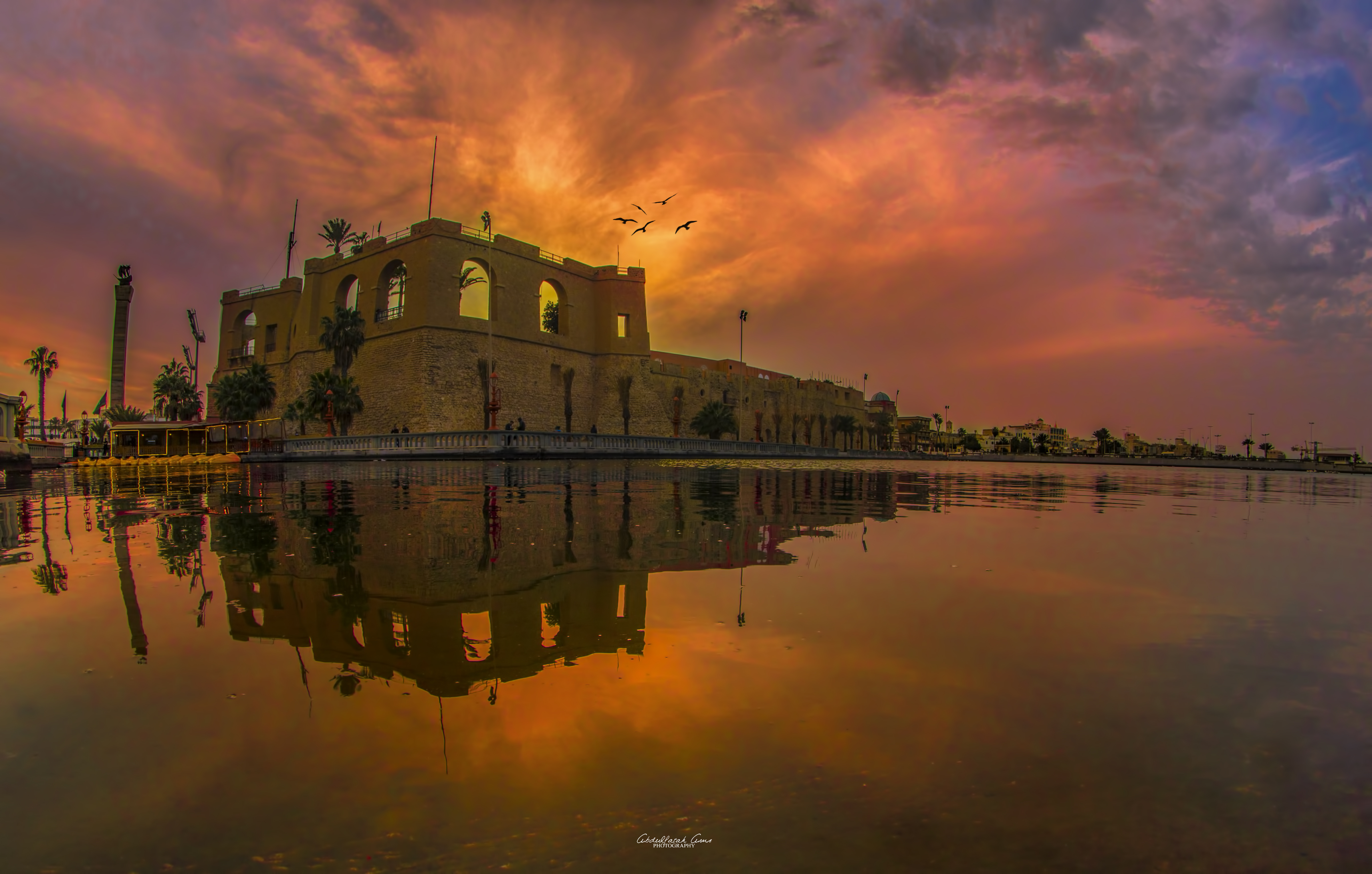
Vista desde el otro lado del Lago Saraya (originalmente el mar).

El Castillo Rojo (en árabe: السرايا الحمراء‎, romanizado: As-saraya Al-hamra), llamado en ocasiones Fuerte Rojo o Serrallo Rojo, es un monumento situado frente al mar en Trípoli (Libia), junto a la plaza de los Mártires. Ha albergado el Museo del Castillo Rojo (con diferentes nombres) desde 1919, y el Departamento de Arqueología de Libia desde 1952.

## Descripción
Inicialmente, el Castillo Rojo estaba situado junto al mar. En la década de 1970, la construcción de la autopista costera (Al-Shat Road) tuvo como resultado la creación del Lago Saraya, dado que la carretera cortó su conexión directa con el mar. El edificio está bordeado por el Lago Saraya al noreste, el Banco Central de Libia al noroeste, el barrio de Souq al-Mushir, que gira en torno a la mezquita Karamanli, al suroeste y la plaza de los Mártires al sureste.
El castillo tiene la forma de un cuadrado imperfecto con lados de longitud desigual: 115 metros (noreste), 90 metros (noroeste), 130 metros (suroeste) y 140 metros (sureste). Su superficie es de unos 13 000 metros cuadrados. Dentro de las murallas del castillo hay varios edificios y patios.

## Historia
Los orígenes del castillo podrían ser tan antiguos como la fundación de Oea por parte de los fenicios en el siglo vii a. C. Las excavaciones arqueológicas han encontrado restos que datan de la época romana. Al igual que la región que lo rodea, fue conquistado por el reino vándalo en torno al 439, recuperado por el Imperio bizantino en el 534, invadido por Amr ibn al-As en el 642 o 643, reconquistado de nuevo por los bizantinos y posteriormente por el califato omeya a finales del siglo vii, al que sucedieron el califato abasí (750–800), el emirato aglabí de Ifriquía (800–909), el califato fatimí (siglo x), que lo remodeló y transformó en una residencia real, el emirato zirí de Ifriquía y la dinastía de Banu Khazrun (siglo xi-1146), el reino normando de África (1146-1158), el Imperio almohade (1158-1229), el emirato hafsí de Ifriquía (1234–1321), la dinastía de Beni Ammar (1321–1401) y de nuevo el emirato hafsí (1401–1510, con otra interrupción a mediados del siglo xv).
En 1510, Trípoli fue conquistada por el Reino de Aragón. Gran parte de las estructuras actuales del castillo parecen datar del posterior periodo de gobierno por comandantes militares aragoneses y, a partir de 1530, por los Caballeros Hospitalarios hasta su expulsión por el Imperio otomano tras el Asedio de Trípoli de 1551. También se cree que el castillo fue pintado de color rojo-ocre en esa época, a lo que debe su nombre actual. El primer gobernador otomano o bajá de Trípoli, Murād Agha, convirtió la iglesia de San Leonardo del castillo en una mezquita, y los posteriores gobernadores instalaron su residencia en el edificio. Como tal, el castillo era el centro del poder bajo Ahmed Karamanli, de origen jenízaro, y la Dinastía Karamanli (1711–1835).
Tras la conquista italiana de Libia en 1911, el castillo fue usado inicialmente como residencia del gobernador general italiano. En 1919, fue convertido en un museo, el primero de la historia de Libia. Entre 1922 y 1923 fue renovado de acuerdo con el proyecto del arquitecto Armando Brasini, quien adoptó un enfoque creativo para su renovación. Brasini modificó el bastión de San Jorge para que tuviera un aspecto más medieval, añadió un nuevo portal de entrada (aunque de aspecto antiguo) y construyó los emblemáticos arcos del castillo sobre el bastión oriental o de Santiago, que originalmente daba hacia el mar y actualmente da hacia el Lago Saraya. El proyecto inicial de Brasini contemplaba que se construyeran más arcos, incluido un segundo nivel sobre los que se construyeron.
En la década de 1930, el gobernador Italo Balbo instaló sus oficinas en el edificio. El 5 de noviembre de 1938, Balbo inauguró una estatua ecuestre de Benito Mussolini delante del castillo. El castillo fue protegido durante la administración militar británica de Libia a partir de 1942, y las autoridades británicas reinauguraron un museo ampliado en 1948. El museo fue renovado de nuevo bajo Muamar el Gadafi entre 1982 y 1988. El edificio y el museo solo sufrieron daños menores durante la guerra civil libia de 2011. El museo fue cerrado en 2015, pero había reabierto en 2021.